# Thaddeus McClain
Thaddeus Brew McClain (Milesburg, 10 settembre 1876 – Conewango, 21 aprile 1935) è stato un lunghista, velocista, ostacolista e siepista statunitense.
McClain rappresentò l'Università della Pennsylvania nei tornei intercollegiali di atletica.
Prese parte ai Giochi olimpici di Parigi del 1900 nelle gare dei 100 metri piani, 200 metri ostacoli, 40000 metri siepi e salto in lungo. Il miglior risultato che riuscì ad ottenere fu il settimo posto nella gara di salto in lungo.
McClain si laureò in economia all'Università della Pennsylvania nel 1901.